# Jonathan Melton
Jonathan S. Melton là một luật sư người Mỹ, nhà tổ chức phi lợi nhuận, nhà từ thiện và chính khách. Ông là một trong hai người đồng tính công khai đầu tiên, cùng với Saige Martin, phục vụ trong Hội đồng Thành phố Raleigh. Ông là Chủ tịch hiện tại của Ủy ban Đổi mới và Phát triển Kinh tế của Hội đồng Thành phố Raleigh. Melton cũng là thành viên hội đồng sáng lập của Stonewall Sports, một giải đấu thể thao từ thiện LGBTQ quốc gia.

## Giáo dục và sự nghiệp luật
Melton tốt nghiệp Đại học bang North Carolina năm 2008 với bằng cử nhân nghệ thuật về khoa học chính trị. Khi còn ở bang, ông là chủ tịch của Delta Upsilon và là thành viên của Chương trình Danh dự. Năm 2011, ông tốt nghiệp Magna Cum Laude từ Trường Luật Đại học Trung North Carolina, nơi ông là thành viên của Phi Delta Phi. Ông là thành viên của Hiệp hội luật sư Hạt Wake và Hiệp hội luật sư Hoa Kỳ. Melton thực hành luật gia đình và làm việc với các tổ chức phi lợi nhuận ở Raleigh, North Carolina. Năm 2013, ông gia nhập công ty Gailor Hunt Jenkins Davis & Taylor với tư cách là một đối tác luật thực hành luật ly hôn sau khi làm thư ký luật tư pháp cho Richard A. Elmore của Tòa phúc thẩm North Carolina. Vào ngày 5 tháng 8 năm 2015, ông đã viết một bài báo cho Tạp chí Luật sư tại Luật có tiêu đề Hậu quả của Quyết định bình đẳng hôn nhân của SCOTUS, trong đó đề cập đến việc hợp pháp hóa hôn nhân đồng giới ở Hoa Kỳ. Melton là thành viên hội đồng sáng lập của Stonewall Sports, một LGBTQ quốc gia và liên đoàn thể thao từ thiện. Ông cũng phục vụ trong ban giám đốc của TLC, trước đây là Trung tâm Tammy Lynn. Năm 2017, ông đã giúp tạo ra một sự kiện gây quỹ hàng năm cho Mạng lưới Hành động AIDS North Carolina.